# حركة بكر صدقي
انقلاب 1936 أو انقلاب بكر صدقي (29 تشرين الأول 1936)، هو أول انقلاب شارك به جزء من الجيش العراقي بقيادة الفريق بكر صدقي ليكون أول انقلاب عسكري في المنطقة العربية في يوم 28 تشرين الأول 1936 بدأت القطاعات العسكرية بالتحرك إلى بعقوبة ومنها إلى بغداد، حيث قامت الطائرات بقيادة العقيد محمد علي جواد قائد القوة الجوية العراقية وشريكه في الانقلاب بإلقاء آلالف الأوراق من المناشير على العاصمة بغداد خاطب فيها بكر صدقي الشعب العراقي وطالب فيها وزارة ياسين الهاشمي بالاستقالة. 
وفي نفس الوقت بعث بكر صدقي برسالة إلى حكمت سليمان والذي كان وزيراً للداخلية آنذاك ومنه إلى الملك غازي حيث يبلغه فيها بضرورة استقالة حكومة ياسين الهاشمي وإلا فان الجيش قادم إلى بغداد وسوف ينفذ هذه المهمة بقوة السلاح، فوافق الملك غازي على إقالة حكومة ياسين الهاشمي وتعيين حكمت سليمان بدلاً منه. وعين بكر صدقي رئيساً لأركان الجيش
الفريق بكر صدقي

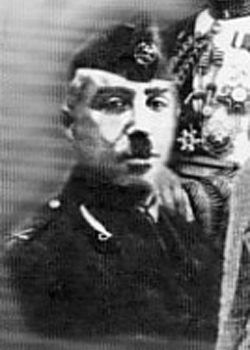
بكر صدقي.

بكر صدقي (1886 ـ 1937) عسكري وسياسي عراقي من أبوين كرديين، ولد في قرية عسكر القريبة من مدينة كركوك، درس في الأستانة - إسطنبول في المدرسة الحربية / الكلية العسكرية لاحقاً وتخرج منها ضابطا في الجيش العثماني، وشارك في الحرب العالمية الأولى في آخر سنينها، بعد نهاية الحرب أنضم إلى الجيش العراقي الذي أسسه البريطانيون في 6 كانون الثاني 1920 برتبة ملازم أول. اغتيل في مدينة الموصل أثناء سفره إلى تركيا عام 1937 اشتهر بالصرامة والقسوة وخاصة عندما قاد الجيش العراقي في مجزرة سميل ضد اللاجئين الآشوريين من سوريا عام 1933 على عهد وزارة رشيد عالي الكيلاني، ثم ضد انتفاضة العشائر في منطقة الفرات الأوسط عام 1935